# Hyphessobrycon itaparicensis

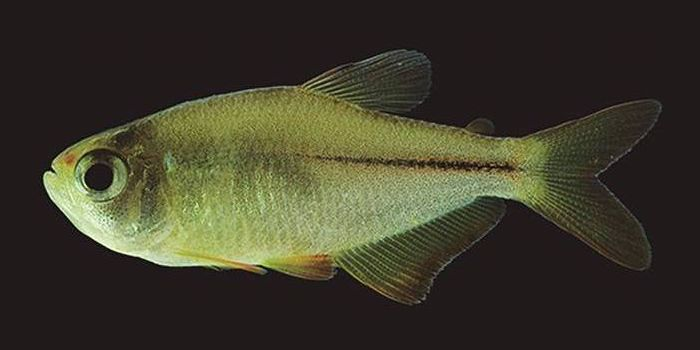
Espécimen de Hyphessobrycon itaparicensis.

Hyphessobrycon itaparicensis és una espècie de peix de la família dels caràcids i de l'ordre dels caraciformes.

## Morfologia
- Els mascles poden assolir 3,8 cm de llargària total.[1]

## Hàbitat
Viu a àrees de clima tropical.

## Distribució geogràfica
Es troba a Sud-amèrica: est del Brasil.